# Voz do Coração - Ao Vivo
Voz do Coração - Ao Vivo é o segundo álbum ao vivo da dupla sertaneja César Menotti & Fabiano, lançado em 21 de outubro de 2008 pela Universal Music. As gravações aconteceram no Espaço Lagoa, em Belo Horizonte nos dias 20 e 21 de agosto de 2008. No repertório, regravações de sucessos que a dupla cantava na noite da capital, além de canções inéditas como "Ciumenta", que esteve entre as dez músicas mais tocadas nas rádios. O álbum foi indicado ao Grammy Latino na categoria "Melhor Álbum de Música Sertaneja".

## Lista de Faixas
| DVD            |                                                                 |                                                                          |         |  |
| N.º            | Título                                                          | Compositor(es)                                                           | Duração |  |
| 1.             | "Natural"                                                       | Tavinho Moura Flávio Venturini                                           | 3:50    |  |
| 2.             | "Tarde demais"                                                  | Dorgival Dantas                                                          | 3:54    |  |
| 3.             | "Do lado esquerdo"                                              | Pinocchio                                                                | 3:06    |  |
| 4.             | "Talvez"                                                        | Pedro Paulo Edson Vinícius                                               | 2:50    |  |
| 5.             | "Rédeas do possante"                                            | Jotha Luiz Antônio Luiz                                                  | 3:43    |  |
| 6.             | "Máquina do tempo"                                              | Chrystian Lima Ivo Lima Elivandro Cuca                                   | 3:05    |  |
| 7.             | "Ciumenta"                                                      | Tchê do Swing                                                            | 2:36    |  |
| 8.             | "www.Volta pra mim"                                             | Ernani Ferreira                                                          | 2:56    |  |
| 9.             | "Caso por acaso"                                                | César Menotti Fábio Lacerda Nilsinho                                     | 3:28    |  |
| 10.            | "Resumindo"                                                     | C. Menotti F. Lacerda Valdir Macedo                                      | 2:58    |  |
| 11.            | "Maluco por você"                                               | Everton Matos Elton Lima Rivanil                                         | 2:34    |  |
| 12.            | "Caboclo na cidade"                                             | Dino Franco Nhô Chico                                                    | 3:09    |  |
| 13.            | "As andorinhas / Sincero amor"                                  | Alcino Alves, Rossi, Rosa Quadros / Delmir, Zico Padre                   | 2:28    |  |
| 14.            | "Solo dos passarinhos"                                          | José Victor Luiz Carlos Lupinacci                                        | 3:05    |  |
| 15.            | "Para de chorar"                                                | Pinocchio                                                                | 2:38    |  |
| 16.            | "Superfantástico (Superfantastico) / Lindo Balão Azul"          | Difelisati, Ignacio Ballestero, Versão: Edgard Poças / Guilherme Arantes | 3:28    |  |
| 17.            | "Segura na mão de Deus"                                         | Nelson Monteiro da Mota                                                  | 3:05    |  |
| 18.            | "Mensagem pra ela / Me apaixonei (A primeira vez que eu te vi)" | C. Menotti, Geraldo Campos / Pinocchio                                   | 3:08    |  |
| 19.            | "Horóscopo"                                                     | Euler Coelho C. Menotti                                                  | 2:38    |  |
| 20.            | "Me dê motivo"                                                  | Michael Sullivan Paulo Massadas                                          | 3:24    |  |
| 21.            | "Você vai ver / Brincar de ser feliz"                           | Elias Muniz, Carlos Colla / Maria da Paz, Nino                           | 3:10    |  |
| 22.            | "Temporal de Amor / Página de amigos / Não olhe assim"          | Cecílio Nena / Rick, Alexandre / César Rossini, César Augusto            | 4:58    |  |
| 23.            | "Se o rei mandar"                                               | C. Lima Elvis Pires Rodrigo Mell                                         | 3:28    |  |
| 24.            | "Minas não tem mar"                                             | Pinocchio                                                                | 3:17    |  |
| 25.            | "Tá no seu olhar / Lugar melhor que BH"                         | Alexandre Peixe, Beto Garrido / C. Menotti, Jader Joanes                 | 5:53    |  |
| Duração total: | Duração total:                                                  | Duração total:                                                           | 82:49   |  |

| CD             |                                                        |                                                                          |         |  |
| N.º            | Título                                                 | Compositor(es)                                                           | Duração |  |
| 1.             | "Natural"                                              | Tavinho Moura Flávio Venturini                                           | 3:50    |  |
| 2.             | "Tarde demais"                                         | Dorgival Dantas                                                          | 3:54    |  |
| 3.             | "Do lado esquerdo"                                     | Pinocchio                                                                | 3:06    |  |
| 4.             | "Ciumenta"                                             | Tchê do Swing                                                            | 2:36    |  |
| 5.             | "Máquina do tempo"                                     | Chrystian Lima Ivo Lima Elivandro Cuca                                   | 3:05    |  |
| 6.             | "Caso por acaso"                                       | César Menotti Fábio Lacerda Nilsinho                                     | 3:28    |  |
| 7.             | "Resumindo"                                            | C. Menotti F. Lacerda Valdir Macedo                                      | 2:58    |  |
| 8.             | "Maluco por você"                                      | Everton Matos Elton Lima Rivanil                                         | 2:34    |  |
| 9.             | "Rédeas do possante"                                   | Jotha Luiz Antônio Luiz                                                  | 3:43    |  |
| 10.            | "Para de chorar"                                       | Pinocchio                                                                | 2:38    |  |
| 11.            | "Superfantástico (Superfantastico) / Lindo Balão Azul" | Difelisati, Ignacio Ballestero, Versão: Edgard Poças / Guilherme Arantes | 3:28    |  |
| 12.            | "Segura na mão de Deus"                                | Nelson Monteiro da Mota                                                  | 3:05    |  |
| 13.            | "Horóscopo"                                            | Euler Coelho C. Menotti                                                  | 2:38    |  |
| 14.            | "Você vai ver / Brincar de ser feliz"                  | Elias Muniz, Carlos Colla / Maria da Paz, Nino                           | 3:10    |  |
| 15.            | "As andorinhas / Sincero amor"                         | Alcino Alves, Rossi, Rosa Quadros / Delmir, Zico Padre                   | 2:28    |  |
| 16.            | "Se o rei mandar"                                      | C. Lima Elvis Pires Rodrigo Mell                                         | 3:28    |  |
| 17.            | "Minas não tem mar"                                    | Pinocchio                                                                | 3:17    |  |
| 18.            | "Me dê motivo"                                         | Michael Sullivan Paulo Massadas                                          | 3:24    |  |
| 19.            | "Tá no seu olhar / Lugar melhor que BH"                | Alexandre Peixe, Beto Garrido / C. Menotti, Jader Joanes                 | 5:53    |  |
| Duração total: | Duração total:                                         | Duração total:                                                           | 62:43   |  |

## Certificações

### CD
| Brasil (PMB)                              | Platina | 2009 | 80.000* |
| *número de vendas baseado na certificação |         |      |         |

### DVD
| Brasil (PMB)                              | Platina | 2009 | 50.000* |
| *número de vendas baseado na certificação |         |      |         |